# گوچری (کاهتا)
گوچری (به ترکی استانبولی: Göçeri) (به کردی: Îstgeha) یک منطقهٔ مسکونی کردنشین در ترکیه است که در کاهتا واقع شده‌است.